# Chico O'Farrill
Chico O'Farrill, de son prénom Arthuro, dit Chico), né à La Havane le 28 octobre 1921 est un trompettiste compositeur et arrangeur cubain. Il a aussi dirigé ses propres formations dont il fut le leader. Chico O'Farrill est décédé à New York City le 27 juin 2001.

## Discographie
Chico O'Farrill fait partie des tout premiers artistes de la longue liste produits par Norman Granz, fondateur de plusieurs maisons de disques renommées dans l’univers du jazz telles que Clef Records (1946), Norgran Records (1953), Verve Records (1956) et Pablo Records (1973).
Il est surnommé par la profession et ses admirateurs le "The Duke Ellington of Latin Jazz".

### Enregistrements studio
N.B : Les rééditions sous une nouvelle dénomination sont notés (R) après la date.
- Chico O'Farrill
  - 1966 : Nine Flags[3]  ∫ LP 33™ Impulse! Records - Impulse! – A-9135
  - 1967 : Married Well[4]  ∫ LP 33™ Verve Records - Verve – V6-5035
  - 1983 : Guaguasi (Bande originale du film de Jorge Ulla[5])  ∫ LP 33™ Verve Records - Verve – V6-5035
- Chico O'Farrill and his orchestra (ou "and his latin orchestra")
  - 1956 : Jazz North Of The Border And South Of The Border[6]  ∫ LP 12" ("= inch) Clef Records - Clef MG C-699
  - 1956 : Brisas Del Caribe[7]  ∫ LP 12" (1). Fiesta Records - Fiesta FLP-1258 | (2). Discos Orfeon Videovox, S.A. (Cuba)- Orfeon LD-12-84  (con Girardo Rodriguez y sus Tambores Bata; cantan Romelio Rodriguez, Chico Andrade, Tono Montane, Tono Jimenez).
  - 1956 : Chico's Cha Cha Cha[8]  ∫ LP 12" Discos Orfeon Videovox, S.A. (Cuba)- Orfeon – LPP 12–110
  - 1957 : Tropical Fever // Fiebre Tropical[9]  ∫ LP 12" Discos Orfeon Videovox, S.A. (Cuba)- Orfeon – LP 12-168
  - 1958 : Music from South America[10]  ∫ LP 33™ (Mono) Verve Records - Verve MG-V-2024
  - 1969 : Torrid Zone[11]  ∫ LP 33™ Columbia Records - Columbia EX 5113
- Chico O'Farrill and his cubans
  - 1954 : Mambo Latino Dances[12]  ∫ LP 12" (Mono) Norgran Records - Norgran MG N-28
  - 1958 : (R) Mambo Latino Dances[13]  ∫ LP 33™ (Mono) Verve Records - Verve MG-V-2003 Réédition du LP de 1954 avec 5 titres en plus.
- Chico O'Farrill y Su Orquesta (Vers 1954 // 1955…)
  - 195? : Chico O'Farrill y Su Orquesta[14]  ∫ LP 12" (mono) Columbia Records - CBS – DCS-301
  - 195? : Sabor…[15]  ∫ LP 12" (mono) Columbia Records - CBS – DCS-307
  - 195? : En mexico[16]  ∫ LP 12" Mono Okeh Records - Okeh OKL 10169
  - 1961 ? : (R?) Chico O'Farrill y Su Orquesta[17]  ∫ LP 12" Columbia Records - CBS 7075 collection "Harmony"
- Chico O'Farrill 's All Star Cuban Band (Le big band avec Peruchín, Tojo, Chocolate, los Peñalver, Chao, Barretto…)
  - 1956 : Chico's Cha Cha Cha[18]  ∫ LP 12" Panart Records / Cuban Plastics & Record Corp. (Cuba) - Panart LP-3013
  - 1970(?) : (R) Cuban jazz king[19]  ∫ LP 12" Panart Records / Cuban Plastics & Record Corp. (Cuba) - Panart LP-3013 Réédition du précédent Chico's Cha Cha Cha dont le titre a été changé. Le Cha Cha Cha n’étant plus d’actualité…
  - 1994 : (R) Chico O'Farrills And His All Star Cuban Band Antologia Musical[20]  ∫ CD Panart Records - Panart 5013 Nouvelle réédition du précédent Chico's Cha Cha Cha avec encore un nouveau titre…
- Cuarteto D'Aida With Orquesta De Chico O'Farrill
  - 1957 : An Evening At The Sans Souci[21]  ∫ LP 12" RCA Victor Records - RCA Victor LPM-1532
- Chico O'Farrill y Héctor Hallal "El Arabe"
  - 1958 : El hechizo rítmico de Chico y el Arabe[22]  ∫ LP 12" RCA Victor Records - RCA MKL-1079
- Clark Terry & Chico O'Farrill 
  - 1966 : Spanish Rice[23]  ∫ LP 33™ Impulse! Records - Impulse! AS-9127
- Chico O'Farrill & N.Y. Latin All Stars
  - 1976 : Latin Roots[24]  ∫ LP 33™ Philips Records - Philips PD-10002. Produit par Ivan Mogull.
- The Big Band of Chico O'Farrill 
  - 1977 : Super Chops[25]  ∫ LP 33™ Versatile Records, Ltd. - Versatile NED 1130
- Chico O'Farrill And His Afro-Cuban Jazz Orchestra
  - 1995 :  Pure Emotion[26]  ∫ CD Milestone Records - Milestone MCD-9239-2
  - 1999 :  Heart Of A Legend[27]  ∫ CD Milestone Records - Milestone MCD-9299-2
  - 2000 :  Carambola[28]  ∫ CD Milestone Records - Milestone MCD-9308-2
- Arturo O'Farrill And The Chico O’Farrill Afro Cuban Jazz Orchestra
  - 2013 : Final Night At Birdland[29]  ∫ CD ZOHO Music records - ZOHO – ZM 201311
- Andy Russell Con La Orquestra De Chico O'Farrill 
  - 195? : Inolvidables Del Cine Americano[30]  ∫ LP 33™ Orfeon Records,(Cuba). - Orfeon LP 12-219
- Art Farmer And His Orchestra
  - 1959 : The Aztec Suite[31]  ∫ LP 33™ United Artists Record - United Artists UAL 4062

#### Compilations
- - 1995 : Chico O'farrill y su Orquesta : Frenesi [32]  ∫ CD EGREM Records - Egrem CD 0116
  - 1996 : Cuban Blues : The Chico O'Farrill Sessions (2 CD) [33]  ∫ 2 CD Verve Records - Verve 533 256-2. Double album 45 Titres.
  - 2005 : The Complete Norman Granz Recordings (2 CD) [34]  ∫ 2 CD Lone Hill Jazz Records - Lone Hill Jazz LHJ10172. Double album 45 Titres produit par Norman Granz featuring – Billy Bauer, Buddy Rich, Chano Pozo, Charlie Parker, Flip Phillips, Harry Edison, Machito, Mario Bauzá, Ralph Burns, Roy Eldridge.
- Machito / Chico O'Farrill / Charlie Parker / Dizzy Gillespie
  - 1977 : Afro Cuban Jazz (double album)[35]  ∫ 2 LP 33™ Verve Records - Verve VE 2-2522

#### (Format78 tours)
- Chico O'Farrill: Flamingo/Carioca; Mercury 8966
- Machito y su Orquesta: Cada Loco con su Tema/Mulata Soy Yo; Verne V-0011 (Graciela sings B-side)
- Machito & his Afro-Cuban Orchestra: Mambo a la Savoy (vocal by the Skylarks)/Que Me Falta? (vocal by Graciela); Columbia 39435

#### Machito/O'Farrill 7" 45 et EP
- Chico O'Farrill :  Mambo Dance Session (Norgran MG-N-39)
- Chico O'Farrill : Mambo Dance Session (Norgran MG-N-40)
- Chico O'Farrill : Latino Dance Session (Norgran MG-N-58)
- Chico O'Farrill : Latino Dance Session (Norgran MG-N-59)
- Machito & his Orchestra : Vive Como Yo (vocal by Graciela)/Tumba el Quinto (Mercury 5398)
- Machito Plays the Cha Cha Cha (Tico EP-52 Machito; Tico EP-53 Machito; Tico EP-61 Machito; Tico EP-62)

- 1951 : Chico O'Farrill & his orchestra (Verve Records - Verve 2024).
- 1954 : Cuban Blues - (Verve Records - Verve N°????) (Réédition CD° Polydor 533256).

### Compilation
Machito, Chico O'Farrill, Charlie Parker, Dizzy Gillespie
- 1977 - Afro-Cuban Jazz (2 LP) (Verve Records VE -2 2522)

Machito & His Afro Cuban Orchestra 
- 2002 - Mambo Mucho Mambo - The Complete Columbia Masters (Columbia CK 62097)

### Arrangements / Direction musicale
- 1967 - Album Along Comes Cal (pour Cal Tjader) : (Verve Records V6-8671)

### Autres compositions
- 1950 : Pour Stan Kenton : Cuban Episode
- Manteca suite (1954)
- 1965 : Pour Count Basie : Basie meets Bond
- 1970 : Pour Clark Terry : Three Afro-Cuban Jazz Moods .
- 1974 : Pour le saxophoniste Gato Barbieri : Latin America Chapter 3 : Viva Emiliano Zapata.
- 1975 : Pour Dizzy Gillespie : Oro, Incienso y Mirra.
- 1993 : Pour David Bowie : Black Tie, White Noise.

### Reprises d’œuvre dans des bandes originales de film
- Bande son du segment Équilibre de Steven Soderbergh dans Eros